# 哈勒门 (布鲁塞尔)

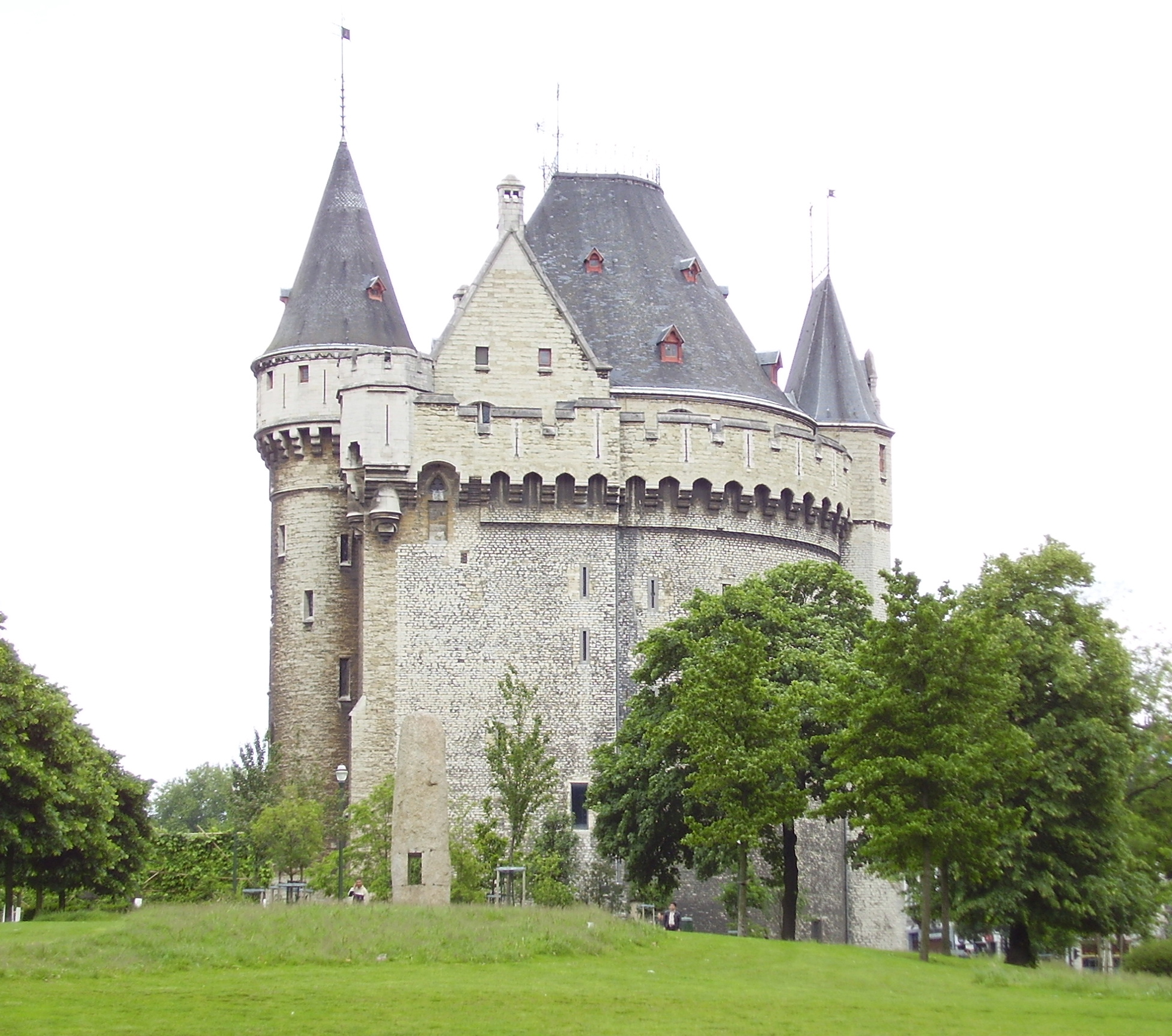
2008年的哈勒门

哈勒门（荷蘭語：Hallepoort）是中世纪设防之布鲁塞尔第二城墙城门。城门名称来源于哈勒城。它建于1381年至1383年之间。1990年9月13日，哈勒門被列為保護建築，同時當局對該城門進行翻新。1991年，該建築重新向公众开放。

## 博物馆

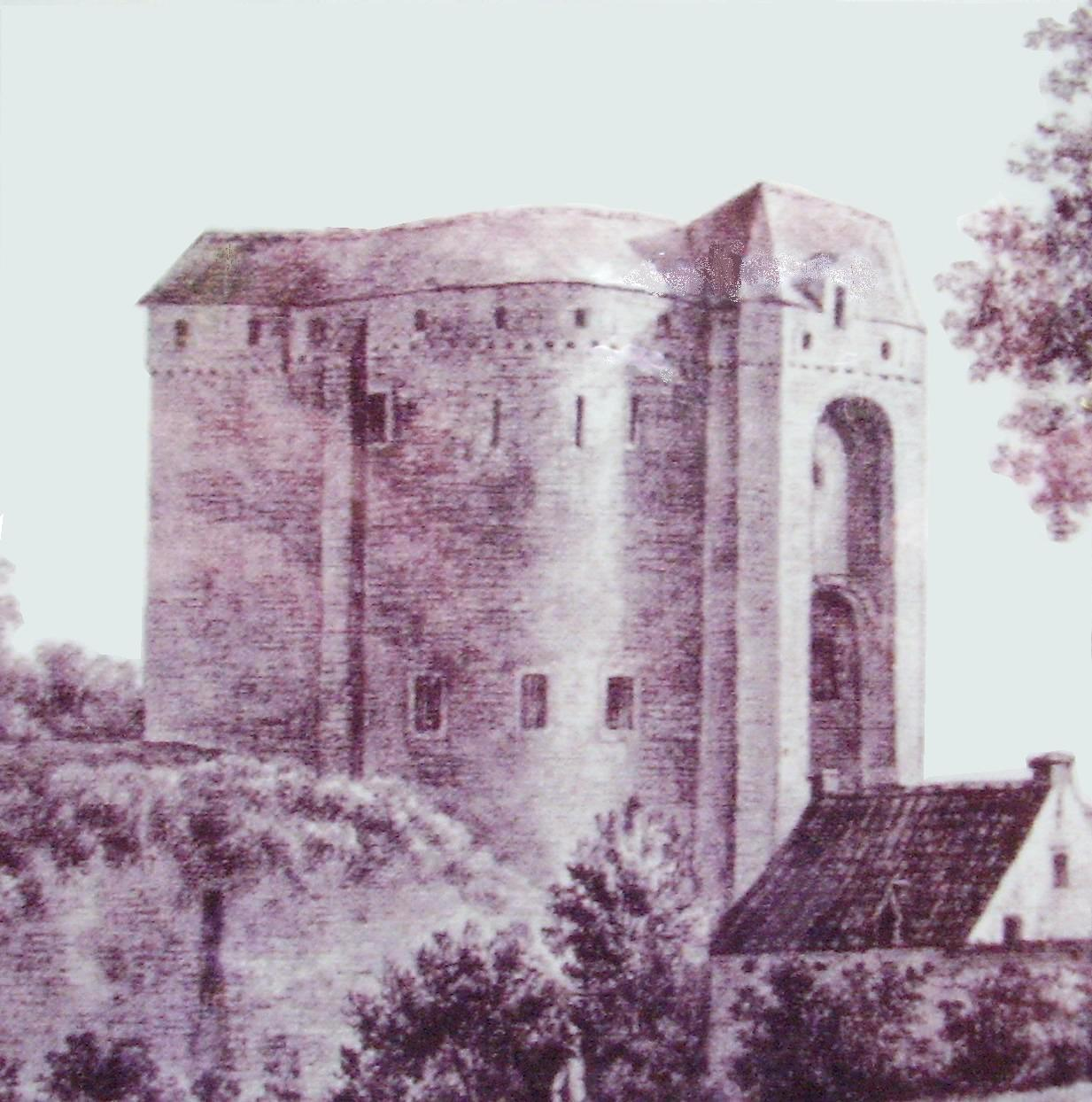
1612年的哈勒门

## 19世纪恢复
|  |  |